# Tucumán (prowincja)
Tucumán – jedna z prowincji Argentyny. Leży na północnym zachodzie kraju. Stolicą jest San Miguel de Tucumán, nazwa miasta jest często skracana do Tucumán. Sąsiednie prowincje to Salta, Santiago del Estero i Catamarca.

## Historia
Tucumán przed kolonizacją hiszpańską zamieszkiwały plemiona Diaguitas i Calchaquíes, trudniące się rolnictwem.
Rdzenna ludność stawiała silny opór Hiszpanom, którzy zdecydowali się później przesiedlić pokonane plemiona dalej, w kierunku Buenos Aires.
Tucumán był ważnym ośrodkiem dla transportów złota i srebra z Peru.

## Gospodarka
W prowincji uprawia się bawełnę, trzcinę cukrową, ryż, kukurydzę, orzeszki ziemne, tytoń, winorośl, drzewa owocowe, warzywa oraz hoduje się bydło. 
W regionie rozwinął się przemysł spożywczy, włókienniczy oraz skórzany.

## Geografia
Ciepłe podzwrotnikowe temperatury obejmują prawie całą prowincję, w górach opady wynoszą 1500 mm na rok, natomiast 600 mm w rejonie Wielkich Równin.
Aconquija i Salí głównymi rzekami prowincji. Wykorzystuje się je do nawadniania pól oraz pozyskiwania energii z elektrowni wodnych.
W zachodniej części prowincji znajduje się Park Narodowy Aconquija.

## Podział polityczny
Prowincja jest podzielona w 17 departamentów (w nawiasie podano stolicę departamentu):
- Burruyacú (Burruyacú)
- Capital (San Miguel de Tucumán)
- Chicligasta (Concepción)
- Cruz Alta (Banda del Río Salí)
- Famaillá (Famaillá)
- Graneros (Graneros)
- Juan Bautista Alberdi (Juan Bautista Alberdi)
- La Cocha (La Cocha)
- Leales (Bella Vista)
- Lules (Lules)
- Monteros (Monteros)
- Río Chico (Aguilares)
- Simoca (Simoca)
- Tafí del Valle (Tafí del Valle)
- Tafí Viejo (Tafí Viejo)
- Trancas (Trancas)
- Yerba Buena (Yerba Buena)